# کرهرود
کَرَهْرود، منطقه‌ای است در کلان‌شهر اراک در استان مرکزی، ایران. جمعیت این شهر، بر اساس سرشماری سال ۱۳۸۵، برابر ۲۳٬۳۹۹ بوده‌است. قابل ذکر است که در سرشماری سال ۱۳۹۰، کرهرود به‌عنوان یکی از نواحی کلان‌شهر اراک درنظر گرفته شده‌است. مساحت کل کرهرود ۲۷۰ هکتار است که ۴/۲ درصد از شهر اراک را شامل می‌شود. زبان مردم این شهر فارسی است.
این شهر با دو شهر دیگر به‌نام سنجان و فیجان متصل به یکدیگر و هر سه به نام سه ده پیوسته به شهر کنونی اراک و در طرف جنوب آن واقع است - قریه کرهرود از قرای قدیمی و گاهی هم جنبه شهری داشته‌است. فضلا و دانشمندان زیادی به این شهرک منتسب بوده‌اند (۳) و در این اواخر هم مردانی فاضل در مهد تربیت‌خود پرورانده و آنان هم بر حسب موقعیت زمان، خدمتی به این آب و خاک کرده‌اند. شاه طهماسب صفوی در زمان حکومت‌اش شمس‌الدین بدلیسی را به حکومت کرهرود گماشت. از اشخاص مهم و مذهبی این شهر می‌توان از سید محمد مکی نام برد که سر سلسله تمام سادات منتسب به کرهرود هست. و مزار ایشان در قبرستانی به نام تخت سید یا تخت سادات در کنار کرهرود میباشد.

## وجه تسمیه
کرهرود اسمی بوده از برای رودی که از کرج سابق می‌گذشته و اکنون هم آن رود به نام رودخانه آستانه که لغت دوم کرج است معروف می‌باشد و رودخانه کرهرود هم از ناحیه قره کهریز یعنی سرزمین کرج سابق منشأ می‌گیرد [لذا] آن را کرهرود یعنی رود کرج خوانده‌اند و ده واقع در کنار آن رود را هم کرهرود نامیده‌اند.
در لغت‌نامه دهخدا درباره این شهر آمده قصبه‌ای است میان اصفهان و ظاهراًکرج ابودلف همین قصبه‌است. (یادداشت مؤلف). مغولان آن را ترکان موران گویند.
در نواحی کره رود آن دو لشکر (لشکر ملک ارسلان عزالدین قیماز والی اصفهان و حسام الدین اینانج حاکم ری) به یکدیگر رسیدند و مانند بحر اخضر در جوش و خروش آمدند. چون از قنقر اولانک بگذشت و به کره رود رسید که مغول ترکان موران گویند…
این شهر که در گذشته کرج نام داشته مرکز حکومت آل ابی دلف بوده و ساخت آن را به ابودلف نسبت می‌دهند. به نظر می‌رسد که ابودلف در واقع مترادف خود نام کرج به معنی مساکن واقع در دامنه بالایی کوه بوده‌است که به غلط سازنده اساطیری آن محسوب شده‌است.
این شهر در گذشته نوعی مرکزیت داشته‌است به گونه‌ای که جلسه‌ای که در آن مکان مرکز ایالت تازه تأسیس عراق عجم (قلعه سلطان آباد) تعیین شد در این شهر برگزار شده‌است.
ضمناً در کتاب تاریخ مسعودی نوشته مسعود میرزا ظل السلطان در فصل سفر به عراق عجم یا اراک آمده (کُلَهرود یا سده) که اشاره به کرهرود دارد.

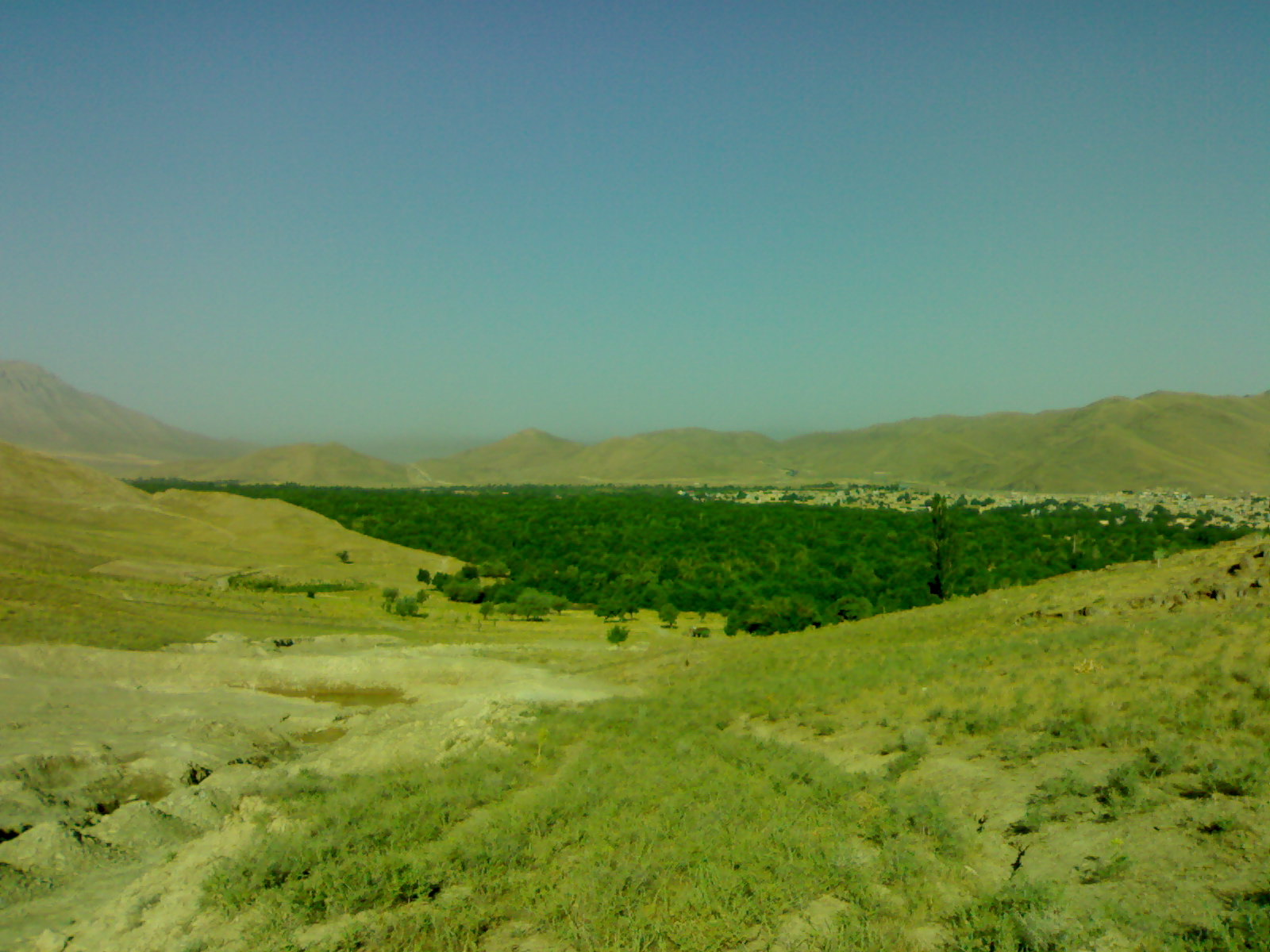
نمایی از اِسِل کرهرود

## الحاق شهر به اراک
در تاریخ ۵ تیر ۱۳۹۱ شورای عالی شهرسازی و معماری ایران به دلیل اتصال کامل نقاط شهری مذکور به شهر اراک، کارکردهای مستقیم جمعیت ساکن در شهرهای کرهرود و سنجان با شهر اراک و مراکز خدماتی آن، استقرار مراکز شهری مهم اراک از جمله پردیس دانشگاهی و دانشگاه اراک، دانشگاه علوم پزشکی اراک، بیمارستان امیرالمؤمنین و دانشگاه پیام نور در امتداد بلوار ورودی شهر اراک و مقابل شهر سنجان، عدم بضاعت مالی شهرداریهای کرهرود و سنجان برای ارائه خدمات مناسب به شهروندان و جلوگیری از مدیریت چندگانه بر اراضی و املاک متصل به شهر، توسعه ناموزون پیرامون شهر و یکپارچگی مدیریت شهری با الحاق این دو شهر به شهر اراک موافقت کرد.
در تاریخ ۱۰ فروردین ماه ۱۳۹۲، هیئت دولت با پیشنهاد وزارت کشور و تأیید رئیس‌جمهور از الحاق شهرهای کرهرود و سنجان به شهر اراک و تصویب آن خبر داد. بر این اساس شهرهای کرهرود و سنجان به عنوان مناطق چهار شهر اراک شناخته شده و از خدمات شهرداری بهرمند می‌گردند.

## تاریخچه
شکل‌گیری و گسترش منطقه ۳ اراک با روی کار آمدن سلوکیان در منطقهی ماد بزرگ، بین همدان و ری شهری با نام کره آغاز میگردد که نزدیک اراک فعلی بوده‌است. لازم است ذکر شود که در شهر کره معبدی بزرگ با طرح و نقشهی معابد بزرگ ایران وجود داشته‌است و این واژه کره در دوران اسلامی به الکرح، کرح و کرج تغییر یافته‌است این کرج را با کرج فعلی یعنی مرکز استان البرز متفاوت میباشد.
در کلیه کتابهای جغرافیا و تاریخ، از هزار سال پیش نام کره در قسمت ماد بزرگ بین شهرهای همدان، اصفهان و ری برده شده‌است. ابوالفداء درازای شهر کره را در حدود یک فرسنگ نوشته بود آن را شهری آباد توصیف کرده و ارتباط این شهر را نیز با شهر وروگرد ضبط کرده‌است. بر پایهی سندالبلدان مالیات شهر کرج یا کره سه میلیون و چهارصد هزار درهم بوده‌است.